# Kamienica przy ulicy Podwale 62 we Wrocławiu
Kamienica przy ulicy Podwale 62 – zabytkowa (wraz z oficyną) kamienica znajdująca się przy ulicy Podwale 62 we Wrocławiu. 

## Historia posesji i kamienicy

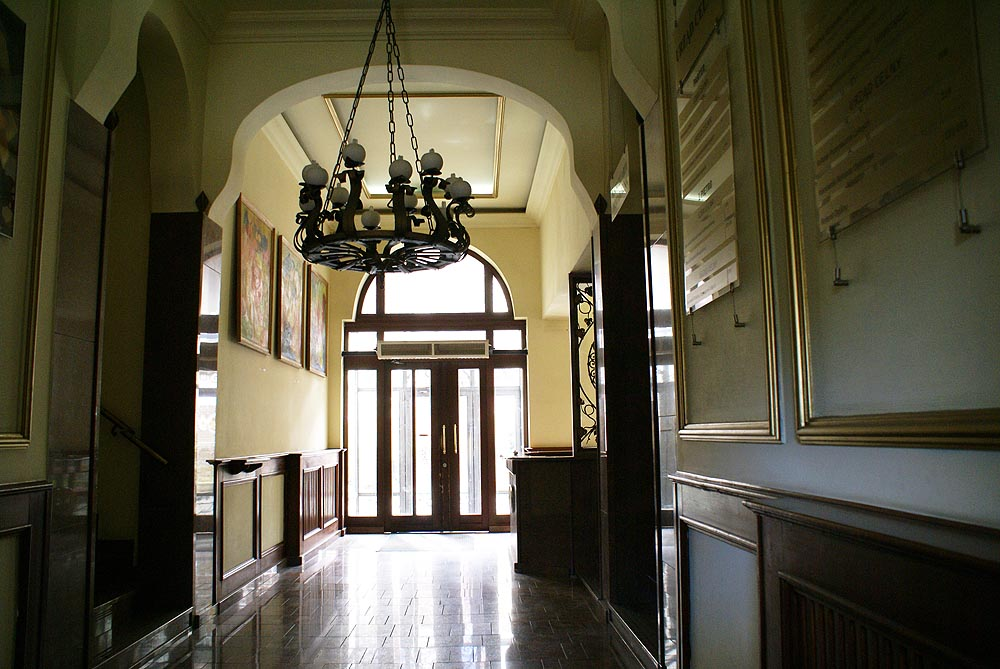
Brama wejściowa

Pierwsze zabudowania na obszarze rozciągającym się pomiędzy dzisiejszą ulicą Dworcową a ulicą Kołłątaja były wznoszone w latach 40. XIX wieku; teren rozparcelowano przed rokiem 1843. Wcześniej znajdowały się tu ogrody hrabiów Henckel von Donnersmarck. Do 1848 roku wzniesiono i zasiedlono osiem istniejących tu budynków, a na początku lat 50. wybudowano ostatni dom na rogu ul. Podwala i Dworcowej.
Projekt budynku w 1843 roku wykonał mistrz murarski Moritz Ullmann. W latach 1835–1837 wymieniono drewniane schody na żelbetowe. W 1880 budynek podłączono do kanalizacji wodnej i kanalizacyjnej. W 1899 i 1905 budynek przeszedł kapitalny remont; przebudowano wówczas pomieszczenia oficyn. W 1929 zmieniono układ wnętrz na parterze oraz wyremontowano elewację frontową. W 1930 roku  budynku otworzono Dom Młodzieży Żydowskiej.

## Opis architektoniczny
Budynek został wzniesiony na planie podkowy, jako trzykondygnacyjna kamienica z użytkowym poddaszem, z dwoma oficynami od strony podwórza. Przednia bryła jest trzytraktowa, z 9-osiową fasadą. Skrzydła tylne są dwutraktowe i mają różną długość. W osi budynku umieszczona została brama przelotowa z dostępem do trzybiegowej klatki schodowej (w części I pietra) i dwubiegowej na wyższych kondygnacjach. Dodatkowa klatka schodowa znajduje się w oficynie wschodnie. Główna fasada jest boniowana na wysokości I i II kondygnacji. Na szerokości pięciu środkowych osi jest podniesiona o użytkową kondygnację poddasza; pozostała część tworzy lekko wysunięty dwuosiowy ryzalit. Zarówno wejście, jak i okna na pierwszej kondygnacji są przesklepione łukiem pełnym, na trzech środkowych osiach przysłonięte płytowym balkonem podpartym czterema masywnymi wspornikami. Balkon ogranicza ażurowa stalowa balustrada. Okna wyższej kondygnacji ustawione są na gzymsie międzykondygnacyjnym. Całość elewacji zamyka silnie zaakcentowany gzyms koronujący podparty rytmem wolutowych kroksztynów.    
Elewacja tylna, jak i elewacje oficyn są pozbawione ozdób, poza gzymsami międzypiętrowymi. 

## Po 1945
Podczas działań wojennych w 1945 roku budynek nie został znacząco uszkodzony. Jeszcze w tym samym roku wyremontowano dach budynku. W 1963 budynek został poddany gruntownemu remontowi. Od 1959 roku rozpoczęto systematyczną przebudowę pomieszczeń kamienicy na cele wydawnictw prasowych mających tu swoje siedziby. W 1979 roku przebudowano bramę wjazdową na sień, położono posadzkę oraz przebudowano klatkę schodową na I piętrze.  